# Степень простого числа
В математике степень простого числа — это простое число, возведённое в целую положительную степень.

## Примеры
Числа 5 = 51, 9 = 32 и 16 = 24 являются степенями простых чисел, в то время как 6 = 2 × 3, 15 = 3 × 5 и 36 = 62 = 22 × 32 не являются.
Двадцать наименьших степеней простых чисел:
2, 3, 4, 5, 7, 8, 9, 11, 13, 16, 17, 19, 23, 25, 27, 29, 31, 32, 37, 41, …

## Свойства

### Алгебраические свойства
- Каждая степень простого числа делится только на одно простое число.
- Плотность распределения степеней простых чисел асимптотически эквивалентна {\displaystyle \pi (x)} — плотности простых чисел с точностью до {\displaystyle O({\sqrt {x}})}.
- Любая степень простого числа (за исключением степени 2) имеет первообразный корень. Так, мультипликативная группа целых чисел по модулю pn (или, что эквивалентно, группа единиц кольца Z/pnZ) является циклической.
- Число элементов конечного поля всегда является степенью простого числа и обратно, любая степень простого является числом элементов некоторого конечного поля (единственного с точностью до изоморфизма).

### Комбинаторные свойства
Свойство степеней простого числа, часто используемое в аналитической теории чисел, — что множество степеней простых чисел, не являющихся простыми, является маленьким в том смысле, что бесконечная сумма обратных им величин сходится, хотя множество простых чисел является большим множеством.

### Свойства делимости
Функция Эйлера (φ) и сигма функции (σ0) и (σ1) от степени простого числа можно вычислить по формулам:
{\displaystyle \phi (p^{n})=p^{n-1}\phi (p)=p^{n-1}(p-1)=p^{n}-p^{n-1}=p^{n}\left(1-{\frac {1}{p}}\right),}
{\displaystyle \sigma _{0}(p^{n})=\sum _{j=0}^{n}p^{0*j}=\sum _{j=0}^{n}1=n+1,}
{\displaystyle \sigma _{1}(p^{n})=\sum _{j=0}^{n}p^{1*j}=\sum _{j=0}^{n}p^{j}={\frac {p^{n+1}-1}{p-1}}.}
Все степени простых чисел являются недостаточными числами. Степень простого pn является n-почти простыми. Неизвестно, могут ли степени простых чисел pn быть дружественными числами. Если такие числа существуют, то pn должно быть больше 101500 и n должен быть больше 1400.

### Необходимое условие
{\displaystyle \forall a\in \mathbb {N} :\gcd(a,N)=1\Rightarrow \gcd(a^{N-1}-1,N)>1}
Пусть число {\displaystyle N} является степенью простого числа {\displaystyle N=p^{k}}. Тогда {\displaystyle N-1} делится на {\displaystyle p-1}.
По малой теореме Ферма {\displaystyle \forall a\in \mathbb {N} :p} не делит {\displaystyle a\Rightarrow a^{p-1}\equiv 1(mod~p)}
{\displaystyle a^{N-1}\equiv a^{p-1}\equiv 1(mod~p)\Rightarrow \gcd(a^{N-1}-1,N)=p^{m}>1,} где {\displaystyle 1\leqslant m\leqslant k}